# Bóng rổ tại Đại hội Thể thao Thái Bình Dương 2011
Bóng rổ tại Đại hội Thể thao Thái Bình Dương 2011 được tổ chức trong khoảng thời gian từ 29 tháng 8 đến 8 tháng 9 năm 2011 ở nhiều địa Điểm.

## Sự kiện

### Bảng xếp hạng
| Nội dung | Vàng               | Bạc                | Đồng   |
| -------- | ------------------ | ------------------ | ------ |
| Nam      | Nouvelle-Calédonie | Guam               | Tahiti |
| Nữ       | Tahiti             | Nouvelle-Calédonie | Fiji   |

## Nam

### Vòng loại

#### Bảng A
| Đội                | Trận | Thắng | Thua | BT  | BB  | HS   | Điểm |
| ------------------ | ---- | ----- | ---- | --- | --- | ---- | ---- |
| Nouvelle-Calédonie | 4    | 4     | 0    | 294 | 212 | +82  | 8    |
| Guam               | 4    | 3     | 1    | 306 | 214 | +92  | 7    |
| Tahiti             | 4    | 2     | 2    | 295 | 243 | +52  | 6    |
| Micronesia         | 4    | 1     | 3    | 279 | 344 | −65  | 5    |
| Quần đảo Solomon   | 4    | 0     | 4    | 210 | 371 | −161 | 4    |

| 29 tháng 8 năm 2011 15:00 | Chi tiết |                                                                           | Salle Anewy, Nouméa Trọng tài: Noha Tetuanui, Sailass Kotton, Christophe Bonbon |  |                                                                   |
| 29 tháng 8 năm 2011 15:00 | Chi tiết | Điểm mỗi set: 17–26, 16–16, 4–33, 7–19                                    | Salle Anewy, Nouméa Trọng tài: Noha Tetuanui, Sailass Kotton, Christophe Bonbon |  |                                                                   |
| 29 tháng 8 năm 2011 15:00 | Chi tiết | Điểm: Wanefai 15 Chụp bóng bật bảng: Kari 10 Hỗ trợ: S. Gwali, H. Gwali 3 | Salle Anewy, Nouméa Trọng tài: Noha Tetuanui, Sailass Kotton, Christophe Bonbon |  | Điểm: Meuel 15 Chụp bóng bật bảng: Tapi 8 Hỗ trợ: Teriitemataua 7 |

| 29 tháng 8 năm 2011 19:00 | Chi tiết |                                                                                | Salle Anewy, Nouméa Trọng tài: Miguel Gallardo, David Ah Koi, Junior Mahit |  |                                                                   |
| 29 tháng 8 năm 2011 19:00 | Chi tiết | Điểm mỗi set: 14–8, 16–18, 10–16, 22–15                                        | Salle Anewy, Nouméa Trọng tài: Miguel Gallardo, David Ah Koi, Junior Mahit |  |                                                                   |
| 29 tháng 8 năm 2011 19:00 | Chi tiết | Điểm: Soeria-Ouamba 25 Chụp bóng bật bảng: Saminadin 8 Hỗ trợ: Tetainanuarii 4 | Salle Anewy, Nouméa Trọng tài: Miguel Gallardo, David Ah Koi, Junior Mahit |  | Điểm: Chaco 13 Chụp bóng bật bảng: Stinnett 8 Hỗ trợ: Blas, Jr. 6 |

| 30 tháng 8 năm 2011 15:00 | Chi tiết |                                                          | Salle Anewy, Nouméa Trọng tài: Mana Moana, Charles Ha Ho, Jean-Claude Kilikili |  |                                                                       |
| 30 tháng 8 năm 2011 15:00 | Chi tiết | Điểm mỗi set: 12–24, 15–14, 14–21, 15–14                 | Salle Anewy, Nouméa Trọng tài: Mana Moana, Charles Ha Ho, Jean-Claude Kilikili |  |                                                                       |
| 30 tháng 8 năm 2011 15:00 | Chi tiết | Điểm: Hein 13 Chụp bóng bật bảng: Tobin 13 Hỗ trợ: Sam 3 | Salle Anewy, Nouméa Trọng tài: Mana Moana, Charles Ha Ho, Jean-Claude Kilikili |  | Điểm: Sanchez 13 Chụp bóng bật bảng: Susuico 7 Hỗ trợ: four players 3 |

| 30 tháng 8 năm 2011 19:00 | Chi tiết |                                                                        | Salle Anewy, Nouméa Trọng tài: Gabrielle White, Navitalai Naivalu, Steve Baza |  |                                                                        |
| 30 tháng 8 năm 2011 19:00 | Chi tiết | Điểm mỗi set: 21–20, 21–15, 23–6, 17–6                                 | Salle Anewy, Nouméa Trọng tài: Gabrielle White, Navitalai Naivalu, Steve Baza |  |                                                                        |
| 30 tháng 8 năm 2011 19:00 | Chi tiết | Điểm: Soeria-Ouamba 19 Chụp bóng bật bảng: Ha-Ho 10 Hỗ trợ: Berniere 6 | Salle Anewy, Nouméa Trọng tài: Gabrielle White, Navitalai Naivalu, Steve Baza |  | Điểm: Wanefai 14 Chụp bóng bật bảng: Wanefai 8 Hỗ trợ: Tuhaika, Bare 3 |

| 31 tháng 8 năm 2011 13:00 | Chi tiết |                                                              | Salle Anewy, Nouméa Trọng tài: Noha Tetuanui, Mana Moana, Malekalio Fenuafanote |  |                                                                     |
| 31 tháng 8 năm 2011 13:00 | Chi tiết | Điểm mỗi set: 16–15, 10–18, 12–17, 14–24                     | Salle Anewy, Nouméa Trọng tài: Noha Tetuanui, Mana Moana, Malekalio Fenuafanote |  |                                                                     |
| 31 tháng 8 năm 2011 13:00 | Chi tiết | Điểm: Tepa 14 Chụp bóng bật bảng: Apeang 6 Hỗ trợ: Sommers 3 | Salle Anewy, Nouméa Trọng tài: Noha Tetuanui, Mana Moana, Malekalio Fenuafanote |  | Điểm: Walker 20 Chụp bóng bật bảng: Walker, Susuico 6 Hỗ trợ: Han 4 |

| 31 tháng 8 năm 2011 17:00 | Chi tiết |                                                                                         | Salle Anewy, Nouméa Trọng tài: Steve Baza, Miguel Gallardo, Sailass Kotton |  |                                                                      |
| 31 tháng 8 năm 2011 17:00 | Chi tiết | Điểm mỗi set: 19–17, 25–12, 18–16, 36–12                                                | Salle Anewy, Nouméa Trọng tài: Steve Baza, Miguel Gallardo, Sailass Kotton |  |                                                                      |
| 31 tháng 8 năm 2011 17:00 | Chi tiết | Điểm: Tetainanuarii 17 Chụp bóng bật bảng: Berniere, Adjouhgniope 9 Hỗ trợ: Saminadin 6 | Salle Anewy, Nouméa Trọng tài: Steve Baza, Miguel Gallardo, Sailass Kotton |  | Điểm: Nifon 13 Chụp bóng bật bảng: Taulung 7 Hỗ trợ: three players 1 |

| 1 tháng 9 năm 2011 15:00 | Chi tiết |                                                                               | Salle Sérandour, Nouméa Trọng tài: Brian Pongatapu, Steve Baza, Miguel Delaveuve |  |                                                                      |
| 1 tháng 9 năm 2011 15:00 | Chi tiết | Điểm mỗi set: 25–20, 21–19, 27–20, 25–14                                      | Salle Sérandour, Nouméa Trọng tài: Brian Pongatapu, Steve Baza, Miguel Delaveuve |  |                                                                      |
| 1 tháng 9 năm 2011 15:00 | Chi tiết | Điểm: Sommers 19 Chụp bóng bật bảng: Maitere, Meuel 6 Hỗ trợ: Teriitemataua 7 | Salle Sérandour, Nouméa Trọng tài: Brian Pongatapu, Steve Baza, Miguel Delaveuve |  | Điểm: Taulung 20 Chụp bóng bật bảng: Hein 9 Hỗ trợ: Taulung, Tobin 7 |

| 1 tháng 9 năm 2011 19:00 | Chi tiết |                                                                | Salle Sérandour, Nouméa Trọng tài: Noha Tetuanui, Mike Delaveuve, Molagi Loi |  |                                                                     |
| 1 tháng 9 năm 2011 19:00 | Chi tiết | Điểm mỗi set: 31–5, 24–10, 19–12, 28–17                        | Salle Sérandour, Nouméa Trọng tài: Noha Tetuanui, Mike Delaveuve, Molagi Loi |  |                                                                     |
| 1 tháng 9 năm 2011 19:00 | Chi tiết | Điểm: Susuico 18 Chụp bóng bật bảng: Stake 8 Hỗ trợ: Sanchez 7 | Salle Sérandour, Nouméa Trọng tài: Noha Tetuanui, Mike Delaveuve, Molagi Loi |  | Điểm: Matanani 16 Chụp bóng bật bảng: Wanefai 10 Hỗ trợ: Matanani 4 |

| 2 tháng 9 năm 2011 17:00 | Chi tiết |                                                                | Salle Sérandour, Nouméa Trọng tài: Malekalio Fenuafanote, David Ah Koi, Jean-Claude Kilikili |  |                                                            |
| 2 tháng 9 năm 2011 17:00 | Chi tiết | Điểm mỗi set: 20–26, 20–24, 15–21, 20–22                       | Salle Sérandour, Nouméa Trọng tài: Malekalio Fenuafanote, David Ah Koi, Jean-Claude Kilikili |  |                                                            |
| 2 tháng 9 năm 2011 17:00 | Chi tiết | Điểm: Turueke 17 Chụp bóng bật bảng: Kari 8 Hỗ trợ: Matanani 6 | Salle Sérandour, Nouméa Trọng tài: Malekalio Fenuafanote, David Ah Koi, Jean-Claude Kilikili |  | Điểm: Nifon 26 Chụp bóng bật bảng: Hein 11 Hỗ trợ: Nifon 9 |

| 2 tháng 9 năm 2011 19:00 | Chi tiết | | Salle Sérandour, Nouméa Trọng tài: Miguel Gallardo, Navitalai Naivalu, Sailass Kotton |  |                                                             |
| 2 tháng 9 năm 2011 19:00 | Chi tiết | Điểm mỗi set: 16–11, 11–18, 14–13, 11–9                                                                 | Salle Sérandour, Nouméa Trọng tài: Miguel Gallardo, Navitalai Naivalu, Sailass Kotton |  |                                                             |
| 2 tháng 9 năm 2011 19:00 | Chi tiết | Điểm: Soeria-Ouamba, Tetainanuarii 14 Chụp bóng bật bảng: Tetainanuarii 12 Hỗ trợ: Berniere, R. Weber 3 | Salle Sérandour, Nouméa Trọng tài: Miguel Gallardo, Navitalai Naivalu, Sailass Kotton |  | Điểm: Meuel 12 Chụp bóng bật bảng: Tepa 6 Hỗ trợ: Maitere 6 |

#### Bảng B
| Đội              | Trận | Thắng | Thua | BT  | BB  | HS  | Điểm |
| ---------------- | ---- | ----- | ---- | --- | --- | --- | ---- |
| Fiji             | 3    | 3     | 0    | 243 | 178 | +65 | 6    |
| Papua New Guinea | 3    | 2     | 1    | 236 | 237 | −1  | 5    |
| Samoa thuộc Mỹ   | 3    | 1     | 2    | 198 | 225 | −27 | 4    |
| Samoa            | 3    | 0     | 3    | 197 | 234 | −37 | 3    |

| 29 tháng 8 năm 2011 15:00 | Chi tiết |                                                                           | Salle Sérandour, Nouméa Trọng tài: Steve Baza, Miguel Delaveuve, Mana Moana |  |                                                                |
| 29 tháng 8 năm 2011 15:00 | Chi tiết | Điểm mỗi set: 19–18, 27–18, 15–16, 19–9                                   | Salle Sérandour, Nouméa Trọng tài: Steve Baza, Miguel Delaveuve, Mana Moana |  |                                                                |
| 29 tháng 8 năm 2011 15:00 | Chi tiết | Điểm: THUA. Whippy 16 Chụp bóng bật bảng: Saketa 9 Hỗ trợ: THUA. Whippy 9 | Salle Sérandour, Nouméa Trọng tài: Steve Baza, Miguel Delaveuve, Mana Moana |  | Điểm: Tuia 14 Chụp bóng bật bảng: Fesolai 13 Hỗ trợ: Fesolai 5 |

| 29 tháng 8 năm 2011 19:00 | Chi tiết |                                                                        | Salle Sérandour, Nouméa Trọng tài: Gabrielle White, Charles Ha Ho, Lois Bigey |  |                                                               |
| 29 tháng 8 năm 2011 19:00 | Chi tiết | Điểm mỗi set: 13–16, 26–26, 22–22, 14–24                               | Salle Sérandour, Nouméa Trọng tài: Gabrielle White, Charles Ha Ho, Lois Bigey |  |                                                               |
| 29 tháng 8 năm 2011 19:00 | Chi tiết | Điểm: Talaeai 15 Chụp bóng bật bảng: Talaeai 13 Hỗ trợ: four players 3 | Salle Sérandour, Nouméa Trọng tài: Gabrielle White, Charles Ha Ho, Lois Bigey |  | Điểm: A. Muri 18 Chụp bóng bật bảng: Parapa 12 Hỗ trợ: Kala 6 |

| 30 tháng 8 năm 2011 13:00 | Chi tiết |                                                             | Salle Anewy, Nouméa Trọng tài: Miguel Gallardo, Mike Delaveuve, Lois Bigey |  |                                                                             |
| 30 tháng 8 năm 2011 13:00 | Chi tiết | Điểm mỗi set: 21–13, 18–21, 27–21, 20–20                    | Salle Anewy, Nouméa Trọng tài: Miguel Gallardo, Mike Delaveuve, Lois Bigey |  |                                                                             |
| 30 tháng 8 năm 2011 13:00 | Chi tiết | Điểm: Kala 22 Chụp bóng bật bảng: A. Muri 13 Hỗ trợ: Kala 7 | Salle Anewy, Nouméa Trọng tài: Miguel Gallardo, Mike Delaveuve, Lois Bigey |  | Điểm: Fesolai 30 Chụp bóng bật bảng: Fesolai 15 Hỗ trợ: Fesolai, Fuimaono 4 |

| 30 tháng 8 năm 2011 17:00 | Chi tiết |                                                                       | Salle Anewy, Nouméa Trọng tài: Brian Pongatapu, Miguel Delaveuve, Case Mamio |  |                                                                         |
| 30 tháng 8 năm 2011 17:00 | Chi tiết | Điểm mỗi set: 24–17, 14–8, 20–19, 18–11                               | Salle Anewy, Nouméa Trọng tài: Brian Pongatapu, Miguel Delaveuve, Case Mamio |  |                                                                         |
| 30 tháng 8 năm 2011 17:00 | Chi tiết | Điểm: Saketa 19 Chụp bóng bật bảng: Saketa 10 Hỗ trợ: THUA. Whippy 10 | Salle Anewy, Nouméa Trọng tài: Brian Pongatapu, Miguel Delaveuve, Case Mamio |  | Điểm: Salave'A, McCoy 12 Chụp bóng bật bảng: Le'Iato 10 Hỗ trợ: McCoy 5 |

| 1 tháng 9 năm 2011 15:00 | Chi tiết |                                                                               | Salle Anewy, Nouméa Trọng tài: Malekalio Fenuafanote, Christophe Bonbon, Jean-Claude Kilikili |  |                                                                      |
| 1 tháng 9 năm 2011 15:00 | Chi tiết | Điểm mỗi set: 14–22, 17–13, 18–12, 12–21                                      | Salle Anewy, Nouméa Trọng tài: Malekalio Fenuafanote, Christophe Bonbon, Jean-Claude Kilikili |  |                                                                      |
| 1 tháng 9 năm 2011 15:00 | Chi tiết | Điểm: Fesolai 28 Chụp bóng bật bảng: Folasaitu, Fesolai 8 Hỗ trợ: Folasaitu 5 | Salle Anewy, Nouméa Trọng tài: Malekalio Fenuafanote, Christophe Bonbon, Jean-Claude Kilikili |  | Điểm: Tausili 21 Chụp bóng bật bảng: Le'Iato 12 Hỗ trợ: Toomalatai 5 |

| 1 tháng 9 năm 2011 19:00 | Chi tiết |                                                                      | Salle Anewy, Nouméa Trọng tài: Mana Moana, Miguel Gallardo, Case Mamio |  |                                                            |
| 1 tháng 9 năm 2011 19:00 | Chi tiết | Điểm mỗi set: 20–9, 20–16, 21–21, 26–16                              | Salle Anewy, Nouméa Trọng tài: Mana Moana, Miguel Gallardo, Case Mamio |  |                                                            |
| 1 tháng 9 năm 2011 19:00 | Chi tiết | Điểm: Saketa 27 Chụp bóng bật bảng: Saketa 11 Hỗ trợ: THUA. Whippy 8 | Salle Anewy, Nouméa Trọng tài: Mana Moana, Miguel Gallardo, Case Mamio |  | Điểm: Kala 20 Chụp bóng bật bảng: Elavo 7 Hỗ trợ: Davani 6 |

### Vòng Knockout

#### Nhánh
|  | Tứ kết | Tứ kết | Tứ kết |    |    | Bán kết | Bán kết | Bán kết       |               |               | Chung kết     | Chung kết | Chung kết |
|  |        |        |        |    |    |         |         |               |               |               |               |           |           |
|  | A1     |        | 72     |    |    |         |         |               |               |               |               |           |           |
|  | B4     |        | 47     |    |    |         |         |               |               |               |               |           |           |
|  | B4     |        | 47     | 63 |    |         |         |               |               |               |               |           |           |
|  |        |        |        |    |    |         |         |               |               |               |               |           |           |
|  |        |        |        | 51 |    |         |         |               |               |               |               |           |           |
|  | A3     |        | 97     |    |    |         |         |               |               |               |               |           |           |
|  | A3     |        | 97     |    |    |         |         |               |               |               |               |           |           |
|  | B2     |        | 66     |    |    |         |         |               |               |               |               |           |           |
|  |        |        |        |    |    |         |         |               |               |               |               |           | 50        |
|  |        |        |        |    | 43 |         |         |               |               |               |               |           |           |
|  | A2     |        | 84     |    |    |         |         |               |               |               |               |           |           |
|  | B3     |        | 46     |    |    |         |         |               |               |               |               |           |           |
|  | B3     |        | 46     |    |    | 57      |         | Tranh hạng ba | Tranh hạng ba | Tranh hạng ba | Tranh hạng ba |           |           |
|  |        |        |        |    |    | 57      |         | Tranh hạng ba | Tranh hạng ba | Tranh hạng ba | Tranh hạng ba |           |           |
|  |        |        |        | 51 |    |         |         |               |               |               |               |           |           |
|  | A4     |        | 48     |    |    |         | 57      |               |               |               |               |           |           |
|  | A4     |        | 48     |    |    |         | 57      |               |               |               |               |           |           |
|  | B1     |        | 111    |    |    |         |         |               |               |               |               |           | 49        |

Nhánh 5–8
|  | Bán kết          | Bán kết        |        |    | Hạng 5 | Hạng 5 |
|  |                  |                |        |    |        |        |
|  |                  |                |        |    |        |        |
|  |                  |                |        |    |        |        |
|  | Samoa            | 106            |        |    |        |        |
|  | Samoa            | 106            |        |    |        |        |
|  | Papua New Guinea | 92             |        |    |        |        |
|  | Papua New Guinea | 92             | Samoa  | 75 |        |        |
|  |                  |                | Samoa  | 75 |        |        |
|  |                  | Samoa thuộc Mỹ | 79     |    |        |        |
|  | Samoa thuộc Mỹ   | Samoa thuộc Mỹ | 79     | 96 |        |        |
|  | Samoa thuộc Mỹ   |                |        | 96 |        |        |
|  | Micronesia       | 71             |        |    |        |        |
|  | Micronesia       | 71             | Hạng 7 |    |        |        |
|  |                  |                |        |    |        |        |
|  |                  |                |        |    |        |        |
|  |                  |                |        |    |        |        |
|  | Papua New Guinea | 95             |        |    |        |        |
|  | Papua New Guinea | 95             |        |    |        |        |
|  | Micronesia       | 77             |        |    |        |        |

#### Tứ kết
| 3 tháng 9 năm 2011 13:00 | Chi tiết |                                                                | Salle Anewy, Nouméa Trọng tài: Miguel Gallardo, Sailass Kotton, Charles Ha Ho |  |                                                                 |
| 3 tháng 9 năm 2011 13:00 | Chi tiết | Điểm mỗi set: 21–10, 24–15, 23–8, 16–13                        | Salle Anewy, Nouméa Trọng tài: Miguel Gallardo, Sailass Kotton, Charles Ha Ho |  |                                                                 |
| 3 tháng 9 năm 2011 13:00 | Chi tiết | Điểm: Blas, Jr. 16 Chụp bóng bật bảng: Stake 7 Hỗ trợ: Okada 8 | Salle Anewy, Nouméa Trọng tài: Miguel Gallardo, Sailass Kotton, Charles Ha Ho |  | Điểm: Le'Iato 17 Chụp bóng bật bảng: Le'Iato 11 Hỗ trợ: McCoy 5 |

| 3 tháng 9 năm 2011 15:00 | Chi tiết |                                                                 | Salle Anewy, Nouméa Trọng tài: Noha Tetuanui, Mana Moana, David Ah Koi |  |                                                                           |
| 3 tháng 9 năm 2011 15:00 | Chi tiết | Điểm mỗi set: 24–14, 25–22, 28–12, 20–18                        | Salle Anewy, Nouméa Trọng tài: Noha Tetuanui, Mana Moana, David Ah Koi |  |                                                                           |
| 3 tháng 9 năm 2011 15:00 | Chi tiết | Điểm: Tapi, Meuel 18 Chụp bóng bật bảng: Tapi 12 Hỗ trợ: Tepa 4 | Salle Anewy, Nouméa Trọng tài: Noha Tetuanui, Mana Moana, David Ah Koi |  | Điểm: P. Muri, A. Muri 13 Chụp bóng bật bảng: A. Muri 9 Hỗ trợ: P. Muri 5 |

| 3 tháng 9 năm 2011 17:00 | Chi tiết |                                                                  | Salle Anewy, Nouméa Trọng tài: Malekalio Fenuafanote, Christophe Bonbon, Mike Delaveuve |  |                                                                |
| 3 tháng 9 năm 2011 17:00 | Chi tiết | Điểm mỗi set: 10–28, 7–26, 15–23, 16–34                          | Salle Anewy, Nouméa Trọng tài: Malekalio Fenuafanote, Christophe Bonbon, Mike Delaveuve |  |                                                                |
| 3 tháng 9 năm 2011 17:00 | Chi tiết | Điểm: Hein 9 Chụp bóng bật bảng: Tobin, Hein 6 Hỗ trợ: Taulung 5 | Salle Anewy, Nouméa Trọng tài: Malekalio Fenuafanote, Christophe Bonbon, Mike Delaveuve |  | Điểm: Saketa 21 Chụp bóng bật bảng: Saketa 13 Hỗ trợ: Whippy 9 |

| 3 tháng 9 năm 2011 19:00 | Chi tiết |                                                                             | Salle Anewy, Nouméa Trọng tài: Gabrielle White, Steve Baza, Navitalai Naivalu |  |                                                                                         |
| 3 tháng 9 năm 2011 19:00 | Chi tiết | Điểm mỗi set: 19–14, 18–9, 21–13, 14–11                                     | Salle Anewy, Nouméa Trọng tài: Gabrielle White, Steve Baza, Navitalai Naivalu |  |                                                                                         |
| 3 tháng 9 năm 2011 19:00 | Chi tiết | Điểm: B. Weber 13 Chụp bóng bật bảng: Berniere 8 Hỗ trợ: Ha-Ho, Saminadin 4 | Salle Anewy, Nouméa Trọng tài: Gabrielle White, Steve Baza, Navitalai Naivalu |  | Điểm: Fesolai, Tuia 9 Chụp bóng bật bảng: Fidow, Purcell 9 Hỗ trợ: Folasaitu, Purcell 3 |

#### Bán kết tranh vị trí 5–8
| 5 tháng 9 năm 2011 15:00 | Chi tiết |                                                                 | Arène du Sud, Nouméa Trọng tài: Noha Tetuanui, Jean-Claude Kilikili, Timoci Namalo |  |                                                                  |
| 5 tháng 9 năm 2011 15:00 | Chi tiết | Điểm mỗi set: 28–16, 24–29, 20–29, 34–18                        | Arène du Sud, Nouméa Trọng tài: Noha Tetuanui, Jean-Claude Kilikili, Timoci Namalo |  |                                                                  |
| 5 tháng 9 năm 2011 15:00 | Chi tiết | Điểm: Fesolai 40 Chụp bóng bật bảng: Fidow 11 Hỗ trợ: Purcell 8 | Arène du Sud, Nouméa Trọng tài: Noha Tetuanui, Jean-Claude Kilikili, Timoci Namalo |  | Điểm: A. Muri 19 Chụp bóng bật bảng: A. Muri 12 Hỗ trợ: Davani 6 |

| 5 tháng 9 năm 2011 19:00 | Chi tiết |                                                                 | Arène du Sud, Nouméa Trọng tài: Malekalio Fenuafanote, Mike Delaveuve, Junior Mahit |  |                                                             |
| 5 tháng 9 năm 2011 19:00 | Chi tiết | Điểm mỗi set: 20–8, 23–22, 26–30, 27–11                         | Arène du Sud, Nouméa Trọng tài: Malekalio Fenuafanote, Mike Delaveuve, Junior Mahit |  |                                                             |
| 5 tháng 9 năm 2011 19:00 | Chi tiết | Điểm: Le'Iato 21 Chụp bóng bật bảng: Le'Iato 15 Hỗ trợ: McCoy 8 | Arène du Sud, Nouméa Trọng tài: Malekalio Fenuafanote, Mike Delaveuve, Junior Mahit |  | Điểm: Taulung 17 Chụp bóng bật bảng: Hein 14 Hỗ trợ: Hein 8 |

#### Bán kết
| 6 tháng 9 năm 2011 15:00 | Chi tiết |                                                                     | Arène du Sud, Nouméa Trọng tài: Malekalio Fenuafanote, Mana Moana, Jean-Claude Kilikili |  |                                                                         |
| 6 tháng 9 năm 2011 15:00 | Chi tiết | Điểm mỗi set: 22–12, 9–9, 10–16, 16–14                              | Arène du Sud, Nouméa Trọng tài: Malekalio Fenuafanote, Mana Moana, Jean-Claude Kilikili |  |                                                                         |
| 6 tháng 9 năm 2011 15:00 | Chi tiết | Điểm: Blas, Jr. 17 Chụp bóng bật bảng: Estelle 9 Hỗ trợ: Stinnett 6 | Arène du Sud, Nouméa Trọng tài: Malekalio Fenuafanote, Mana Moana, Jean-Claude Kilikili |  | Điểm: J. Whippy 11 Chụp bóng bật bảng: Saketa 13 Hỗ trợ: THUA. Whippy 5 |

| 6 tháng 9 năm 2011 19:00 | Chi tiết |                                                                                 | Arène du Sud, Nouméa Trọng tài: Miguel Gallardo, Gabrielle White, Navitalai Naivalu |  |                                                                        |
| 6 tháng 9 năm 2011 19:00 | Chi tiết | Điểm mỗi set: 11–15, 15–16, 27–8, 10–12                                         | Arène du Sud, Nouméa Trọng tài: Miguel Gallardo, Gabrielle White, Navitalai Naivalu |  |                                                                        |
| 6 tháng 9 năm 2011 19:00 | Chi tiết | Điểm: Tetainanuarii 18 Chụp bóng bật bảng: Tetainanuarii 17 Hỗ trợ: Saminadin 5 | Arène du Sud, Nouméa Trọng tài: Miguel Gallardo, Gabrielle White, Navitalai Naivalu |  | Điểm: Maitere 17 Chụp bóng bật bảng: Maitere 6 Hỗ trợ: Meuel, Apeang 4 |

#### Tranh hạng 7
| 7 tháng 9 năm 2011 11:00 | Chi tiết |                                                                        | Salle Omnisports, Poindimié Trọng tài: Charles Ha Ho, Timoci Namalo, Lois Bigey |  |                                                                    |
| 7 tháng 9 năm 2011 11:00 | Chi tiết | Điểm mỗi set: 14–10, 23–17, 24–24, 34–26                               | Salle Omnisports, Poindimié Trọng tài: Charles Ha Ho, Timoci Namalo, Lois Bigey |  |                                                                    |
| 7 tháng 9 năm 2011 11:00 | Chi tiết | Điểm: A. Muri 20 Chụp bóng bật bảng: three players 7 Hỗ trợ: P. Muri 7 | Salle Omnisports, Poindimié Trọng tài: Charles Ha Ho, Timoci Namalo, Lois Bigey |  | Điểm: Nifon 29 Chụp bóng bật bảng: Lotte, Jr. 12 Hỗ trợ: Taulung 5 |

#### Tranh hạng 5
| 7 tháng 9 năm 2011 15:00 | Chi tiết |                                                                   | Salle Omnisports, Poindimié Trọng tài: Charles Ha Ho, Timoci Namalo, Lois Bigey |  |                                                              |
| 7 tháng 9 năm 2011 15:00 | Chi tiết | Điểm mỗi set: 19–25, 24–18, 16–18, 16–18                          | Salle Omnisports, Poindimié Trọng tài: Charles Ha Ho, Timoci Namalo, Lois Bigey |  |                                                              |
| 7 tháng 9 năm 2011 15:00 | Chi tiết | Điểm: Fesolai 33 Chụp bóng bật bảng: Fesolai 16 Hỗ trợ: Fesolai 4 | Salle Omnisports, Poindimié Trọng tài: Charles Ha Ho, Timoci Namalo, Lois Bigey |  | Điểm: McCoy 19 Chụp bóng bật bảng: Samia 10 Hỗ trợ: McCoy 11 |

#### Tranh hạng 3
| 8 tháng 9 năm 2011 15:00 | Chi tiết |                                                                           | Arène du Sud, Nouméa Trọng tài: Malekalio Fenuafanote, Noha Tetuanui, Christophe Bonbon |  |                                                                    |
| 8 tháng 9 năm 2011 15:00 | Chi tiết | Điểm mỗi set: 8–11, 18–17, 18–12, 13–9                                    | Arène du Sud, Nouméa Trọng tài: Malekalio Fenuafanote, Noha Tetuanui, Christophe Bonbon |  |                                                                    |
| 8 tháng 9 năm 2011 15:00 | Chi tiết | Điểm: Sommers 17 Chụp bóng bật bảng: Teriierooiterai 10 Hỗ trợ: Maitere 4 | Arène du Sud, Nouméa Trọng tài: Malekalio Fenuafanote, Noha Tetuanui, Christophe Bonbon |  | Điểm: J. Whippy 12 Chụp bóng bật bảng: Mara 13 Hỗ trợ: J. Whippy 4 |

#### Chung kết
| 8 tháng 9 năm 2011 19:00 | Chi tiết |                                                                                | Arène du Sud, Nouméa Trọng tài: Miguel Gallardo, Navitalai Naivalu, Sailass Kotton |  |                                                                           |
| 8 tháng 9 năm 2011 19:00 | Chi tiết | Điểm mỗi set: 11–7, 12–10, 14–12, 13–14                                        | Arène du Sud, Nouméa Trọng tài: Miguel Gallardo, Navitalai Naivalu, Sailass Kotton |  |                                                                           |
| 8 tháng 9 năm 2011 19:00 | Chi tiết | Điểm: Soeria-Ouamba 13 Chụp bóng bật bảng: B. Weber 11 Hỗ trợ: Soeria-Ouamba 5 | Arène du Sud, Nouméa Trọng tài: Miguel Gallardo, Navitalai Naivalu, Sailass Kotton |  | Điểm: Stinnett 20 Chụp bóng bật bảng: three players 8 Hỗ trợ: Blas, Jr. 4 |

## Nữ

### Vòng loại

#### Bảng A
| Đội                | Trận | Thắng | Thua | BT  | BB  | HS  | Điểm |
| ------------------ | ---- | ----- | ---- | --- | --- | --- | ---- |
| Tahiti             | 3    | 3     | 0    | 218 | 163 | +55 | 6    |
| Nouvelle-Calédonie | 3    | 2     | 1    | 205 | 190 | +15 | 5    |
| Samoa              | 3    | 1     | 2    | 190 | 200 | −10 | 4    |
| Samoa thuộc Mỹ     | 3    | 0     | 3    | 153 | 213 | −60 | 3    |

| 29 tháng 8 năm 2011 13:00 | Chi tiết |                                                                    | Salle Anewy, Nouméa Trọng tài: Malekalio Fenuafanote, Timoci Namalo, Loatsis Seneres |  |                                                                    |
| 29 tháng 8 năm 2011 13:00 | Chi tiết | Điểm mỗi set: 13–14, 12–14, 18–23, 5–15                            | Salle Anewy, Nouméa Trọng tài: Malekalio Fenuafanote, Timoci Namalo, Loatsis Seneres |  |                                                                    |
| 29 tháng 8 năm 2011 13:00 | Chi tiết | Điểm: Tuia 11 Chụp bóng bật bảng: Lolesi, Silva 7 Hỗ trợ: Lolesi 4 | Salle Anewy, Nouméa Trọng tài: Malekalio Fenuafanote, Timoci Namalo, Loatsis Seneres |  | Điểm: Lefranc 31 Chụp bóng bật bảng: Lefranc 10 Hỗ trợ: Lextreyt 4 |

| 29 tháng 8 năm 2011 17:00 | Chi tiết |                                                                      | Salle Anewy, Nouméa Trọng tài: Navitalai Naivalu, Ronnie Mea, Molagi Loi |  |                                                                                     |
| 29 tháng 8 năm 2011 17:00 | Chi tiết | Điểm mỗi set: 14–15, 13–9, 19–8, 23–8                                | Salle Anewy, Nouméa Trọng tài: Navitalai Naivalu, Ronnie Mea, Molagi Loi |  |                                                                                     |
| 29 tháng 8 năm 2011 17:00 | Chi tiết | Điểm: Armand 15 Chụp bóng bật bảng: three players 5 Hỗ trợ: Armand 6 | Salle Anewy, Nouméa Trọng tài: Navitalai Naivalu, Ronnie Mea, Molagi Loi |  | Điểm: Marshall 15 Chụp bóng bật bảng: Marshall, Tauai-Yandall 10 Hỗ trợ: Telefoni 2 |

| 31 tháng 8 năm 2011 17:00 | Chi tiết |                                                                          | Salle Sérandour, Nouméa Trọng tài: Charles Ha Ho, Christophe Bonbon, Anna Kaue |  |                                                                           |
| 31 tháng 8 năm 2011 17:00 | Chi tiết | Điểm mỗi set: 16–6, 16–15, 21–14, 19–15                                  | Salle Sérandour, Nouméa Trọng tài: Charles Ha Ho, Christophe Bonbon, Anna Kaue |  |                                                                           |
| 31 tháng 8 năm 2011 17:00 | Chi tiết | Điểm: Lefranc 18 Chụp bóng bật bảng: Lefranc, Lefranc 5 Hỗ trợ: Laille 8 | Salle Sérandour, Nouméa Trọng tài: Charles Ha Ho, Christophe Bonbon, Anna Kaue |  | Điểm: Tauai-Yandall 16 Chụp bóng bật bảng: Telefoni 13 Hỗ trợ: Telefoni 5 |

| 31 tháng 8 năm 2011 19:00 | Chi tiết |                                                            | Salle Sérandour, Nouméa Trọng tài: Navitalai Naivalu, Ronnie Mea, Timoci Namalo |  |                                                           |
| 31 tháng 8 năm 2011 19:00 | Chi tiết | Điểm mỗi set: 14–18, 22–16, 17–21, 18–15                   | Salle Sérandour, Nouméa Trọng tài: Navitalai Naivalu, Ronnie Mea, Timoci Namalo |  |                                                           |
| 31 tháng 8 năm 2011 19:00 | Chi tiết | Điểm: Gies 23 Chụp bóng bật bảng: Gies 16 Hỗ trợ: Luepak 9 | Salle Sérandour, Nouméa Trọng tài: Navitalai Naivalu, Ronnie Mea, Timoci Namalo |  | Điểm: Davis 20 Chụp bóng bật bảng: Silva 8 Hỗ trợ: Tuia 7 |

| 1 tháng 9 năm 2011 13:00 | Chi tiết |                                                                         | Salle Anewy, Nouméa Trọng tài: Navitalai Naivalu, Lois Bigey, Junior Mahit |  |                                                              |
| 1 tháng 9 năm 2011 13:00 | Chi tiết | Điểm mỗi set: 16–19, 20–13, 16–21, 11–19                                | Salle Anewy, Nouméa Trọng tài: Navitalai Naivalu, Lois Bigey, Junior Mahit |  |                                                              |
| 1 tháng 9 năm 2011 13:00 | Chi tiết | Điểm: Tauai-Yandall 19 Chụp bóng bật bảng: Marshall 16 Hỗ trợ: Puaina 5 | Salle Anewy, Nouméa Trọng tài: Navitalai Naivalu, Lois Bigey, Junior Mahit |  | Điểm: Davis 19 Chụp bóng bật bảng: Hopkins 10 Hỗ trợ: Tuia 5 |

| 1 tháng 9 năm 2011 17:00 | Chi tiết | OT | Salle Anewy, Nouméa Trọng tài: Gabrielle White, Sailass Kotton, David Ah Koi |                                                                    |  |                                                                       |
| 1 tháng 9 năm 2011 17:00 | Chi tiết | OT | Salle Anewy, Nouméa Trọng tài: Gabrielle White, Sailass Kotton, David Ah Koi | Điểm mỗi set: 12–16, 19–8, 11–17, 20–21, OT: 3–18                  |  |                                                                       |
| 1 tháng 9 năm 2011 17:00 | Chi tiết | OT | Salle Anewy, Nouméa Trọng tài: Gabrielle White, Sailass Kotton, David Ah Koi | Điểm: Luepak 22 Chụp bóng bật bảng: Fenuafanote 8 Hỗ trợ: Armand 4 |  | Điểm: Lefranc 32 Chụp bóng bật bảng: three players 5 Hỗ trợ: Laille 5 |

#### Bảng B
| Đội              | Trận | Thắng | Thua | BT  | BB  | HS  | Điểm |
| ---------------- | ---- | ----- | ---- | --- | --- | --- | ---- |
| Fiji             | 3    | 2     | 1    | 188 | 129 | +59 | 5    |
| Papua New Guinea | 3    | 2     | 1    | 191 | 162 | +29 | 5    |
| Guam             | 3    | 2     | 1    | 171 | 167 | +4  | 5    |
| Vanuatu          | 3    | 0     | 3    | 122 | 214 | −92 | 3    |

| 29 tháng 8 năm 2011 13:00 | Chi tiết |                                                              | Salle Sérandour, Nouméa Trọng tài: Mike Delaveuve (NCL), Valusia Talataina (SAM), Case Mamio |  |                                                       |
| 29 tháng 8 năm 2011 13:00 | Chi tiết | Điểm mỗi set: 10–12, 12–15, 20–13, 11–16                     | Salle Sérandour, Nouméa Trọng tài: Mike Delaveuve (NCL), Valusia Talataina (SAM), Case Mamio |  |                                                       |
| 29 tháng 8 năm 2011 13:00 | Chi tiết | Điểm: Whippy 16 Chụp bóng bật bảng: Puamau 8 Hỗ trợ: Dobui 8 | Salle Sérandour, Nouméa Trọng tài: Mike Delaveuve (NCL), Valusia Talataina (SAM), Case Mamio |  | Điểm: Karo 16 Chụp bóng bật bảng: Karo Hỗ trợ: Waka 9 |

| 29 tháng 8 năm 2011 17:00 | Chi tiết |                                                                   | Salle Sérandour, Nouméa Trọng tài: Brian Pongatapu (SOL), Jacki Hunt-Frosgren (ASA), Anna Kaue |  |                                                             |
| 29 tháng 8 năm 2011 17:00 | Chi tiết | Điểm mỗi set: 10–9, 15–14, 19–7, 17–20                            | Salle Sérandour, Nouméa Trọng tài: Brian Pongatapu (SOL), Jacki Hunt-Frosgren (ASA), Anna Kaue |  |                                                             |
| 29 tháng 8 năm 2011 17:00 | Chi tiết | Điểm: Benito 21 Chụp bóng bật bảng: Benito 14 Hỗ trợ: Pardilla 12 | Salle Sérandour, Nouméa Trọng tài: Brian Pongatapu (SOL), Jacki Hunt-Frosgren (ASA), Anna Kaue |  | Điểm: Willy 15 Chụp bóng bật bảng: Waroka 9 Hỗ trợ: Willy 3 |

| 31 tháng 8 năm 2011 15:00 | Chi tiết |                                                                       | Salle Anewy, Nouméa Trọng tài: Gabrielle White, Brian Pongatapu, Junior Mahit |  |                                                                    |
| 31 tháng 8 năm 2011 15:00 | Chi tiết | Điểm mỗi set: 10–14, 15–6, 16–17, 14–10                               | Salle Anewy, Nouméa Trọng tài: Gabrielle White, Brian Pongatapu, Junior Mahit |  |                                                                    |
| 31 tháng 8 năm 2011 15:00 | Chi tiết | Điểm: Whippy 20 Chụp bóng bật bảng: Whippy 13 Hỗ trợ: Koyamainavure 8 | Salle Anewy, Nouméa Trọng tài: Gabrielle White, Brian Pongatapu, Junior Mahit |  | Điểm: Pardilla 15 Chụp bóng bật bảng: Castro 11 Hỗ trợ: Pardilla 6 |

| 31 tháng 8 năm 2011 19:00 | Chi tiết |                                                               | Salle Anewy, Nouméa Trọng tài: Jacki Hunt-Frosgren, Case Mamio, Valusia Talataina |  |                                                                      |
| 31 tháng 8 năm 2011 19:00 | Chi tiết | Điểm mỗi set: 9–12, 8–18, 19–23, 10–20                        | Salle Anewy, Nouméa Trọng tài: Jacki Hunt-Frosgren, Case Mamio, Valusia Talataina |  |                                                                      |
| 31 tháng 8 năm 2011 19:00 | Chi tiết | Điểm: Simbolo 14 Chụp bóng bật bảng: Simbolo 5 Hỗ trợ: Java 4 | Salle Anewy, Nouméa Trọng tài: Jacki Hunt-Frosgren, Case Mamio, Valusia Talataina |  | Điểm: Paisoi 20 Chụp bóng bật bảng: Koivi 12 Hỗ trợ: Maroroa, Waka 6 |

| 1 tháng 9 năm 2011 13:00 | Chi tiết |                                                                     | Salle Sérandour, Nouméa Trọng tài: Ronnie Mea, Valusia Talataina, Loatsis Seneres |  |                                                            |
| 1 tháng 9 năm 2011 13:00 | Chi tiết | Điểm mỗi set: 13–2, 26–4, 28–14, 13–6                               | Salle Sérandour, Nouméa Trọng tài: Ronnie Mea, Valusia Talataina, Loatsis Seneres |  |                                                            |
| 1 tháng 9 năm 2011 13:00 | Chi tiết | Điểm: Wise 15 Chụp bóng bật bảng: Whippy 14 Hỗ trợ: Whippy, Dobui 9 | Salle Sérandour, Nouméa Trọng tài: Ronnie Mea, Valusia Talataina, Loatsis Seneres |  | Điểm: Willy 7 Chụp bóng bật bảng: Waroka 6 Hỗ trợ: Izono 3 |

| 1 tháng 9 năm 2011 17:00 | Chi tiết |                                                                | Salle Sérandour, Nouméa Trọng tài: Charles Ha Ho, Jacki Hunt-Frosgren, Timoci Namalo |  |                                                                  |
| 1 tháng 9 năm 2011 17:00 | Chi tiết | Điểm mỗi set: 16–20, 14–13, 16–14, 16–16                       | Salle Sérandour, Nouméa Trọng tài: Charles Ha Ho, Jacki Hunt-Frosgren, Timoci Namalo |  |                                                                  |
| 1 tháng 9 năm 2011 17:00 | Chi tiết | Điểm: Waka 17 Chụp bóng bật bảng: Wallace 13 Hỗ trợ: Maroroa 9 | Salle Sérandour, Nouméa Trọng tài: Charles Ha Ho, Jacki Hunt-Frosgren, Timoci Namalo |  | Điểm: Santos 21 Chụp bóng bật bảng: Castro 11 Hỗ trợ: Pardilla 7 |

### Vòng Knockout

#### Nhánh
|  | Tứ kết | Tứ kết | Tứ kết |      |    | Bán kết | Bán kết | Bán kết       |               |               | Chung kết     | Chung kết | Chung kết |
|  |        |        |        |      |    |         |         |               |               |               |               |           |           |
|  | A1     |        | 70     |      |    |         |         |               |               |               |               |           |           |
|  | B4     |        | 39     |      |    |         |         |               |               |               |               |           |           |
|  | B4     |        | 39     | WQF1 |    | 69      |         |               |               |               |               |           |           |
|  |        |        |        | WQF1 |    | 69      |         |               |               |               |               |           |           |
|  |        | WQF2   |        | 45   |    |         |         |               |               |               |               |           |           |
|  | A3     | WQF2   |        | 45   | 71 |         |         |               |               |               |               |           |           |
|  | A3     |        |        |      | 71 |         |         |               |               |               |               |           |           |
|  | B2     |        | 42     |      |    |         |         |               |               |               |               |           |           |
|  |        |        |        |      |    |         |         |               |               |               | WSF1          |           | 59        |
|  |        |        | WSF2   |      | 47 |         |         |               |               |               |               |           |           |
|  | A2     |        | 55     |      |    |         |         |               |               |               |               |           |           |
|  | B3     |        | 32     |      |    |         |         |               |               |               |               |           |           |
|  | B3     |        | 32     | WQF3 |    | 56      |         | Tranh hạng ba | Tranh hạng ba | Tranh hạng ba | Tranh hạng ba |           |           |
|  |        |        |        | WQF3 |    | 56      |         | Tranh hạng ba | Tranh hạng ba | Tranh hạng ba | Tranh hạng ba |           |           |
|  |        | WQF4   |        | 50   |    |         |         |               |               |               |               |           |           |
|  | A4     | WQF4   |        | 50   | 25 |         | LSF1    |               | 51            |               |               |           |           |
|  | A4     |        |        |      | 25 |         | LSF1    |               | 51            |               |               |           |           |
|  | B1     |        | 60     |      |    |         |         |               |               |               | LSF1          |           | 64        |

Nhánh 5–8
|  | Bán kết          | Bán kết |                  |    | Hạng 5 | Hạng 5 |
|  |                  |         |                  |    |        |        |
|  | 27 tháng 7       |         |                  |    |        |        |
|  |                  |         |                  |    |        |        |
|  | Vanuatu          | 67      |                  |    |        |        |
|  | Vanuatu          | 67      | 28 tháng 7       |    |        |        |
|  | Papua New Guinea | 74      |                  |    |        |        |
|  | Papua New Guinea | 74      | Papua New Guinea | 71 |        |        |
|  | 27 tháng 7       |         | Papua New Guinea | 71 |        |        |
|  |                  | Guam    | 56               |    |        |        |
|  | Guam             | Guam    | 56               | 50 |        |        |
|  | Guam             |         |                  | 50 |        |        |
|  | Samoa thuộc Mỹ   | 37      |                  |    |        |        |
|  | Samoa thuộc Mỹ   | 37      | Hạng 7           |    |        |        |
|  |                  |         |                  |    |        |        |
|  | 28 tháng 7       |         |                  |    |        |        |
|  |                  |         |                  |    |        |        |
|  | Vanuatu          | 70      |                  |    |        |        |
|  | Vanuatu          | 70      |                  |    |        |        |
|  | Samoa thuộc Mỹ   | 67      |                  |    |        |        |

#### Tứ kết
| 2 tháng 9 năm 2011 13:00 | Chi tiết |                                                              | Salle Anewy, Nouméa Trọng tài: Gabrielle White, Timoci Namalo, Jacki Hunt-Frosgren |  |                                                                   |
| 2 tháng 9 năm 2011 13:00 | Chi tiết | Điểm mỗi set: 9–13, 14–4, 17–6, 15–9                         | Salle Anewy, Nouméa Trọng tài: Gabrielle White, Timoci Namalo, Jacki Hunt-Frosgren |  |                                                                   |
| 2 tháng 9 năm 2011 13:00 | Chi tiết | Điểm: Armand 10 Chụp bóng bật bảng: Gies 13 Hỗ trợ: Armand 3 | Salle Anewy, Nouméa Trọng tài: Gabrielle White, Timoci Namalo, Jacki Hunt-Frosgren |  | Điểm: Pardilla 10 Chụp bóng bật bảng: Benito 8 Hỗ trợ: Pardilla 3 |

| 2 tháng 9 năm 2011 15:00 | Chi tiết |                                                              | Salle Anewy, Nouméa Trọng tài: Noha Tetuanui, Mike Delaveuve, Steve Baza |  |                                                                       |
| 2 tháng 9 năm 2011 15:00 | Chi tiết | Điểm mỗi set: 17–10, 16–9, 17–12, 21–11                      | Salle Anewy, Nouméa Trọng tài: Noha Tetuanui, Mike Delaveuve, Steve Baza |  |                                                                       |
| 2 tháng 9 năm 2011 15:00 | Chi tiết | Điểm: Davis 24 Chụp bóng bật bảng: Hopkins 16 Hỗ trợ: Tuia 6 | Salle Anewy, Nouméa Trọng tài: Noha Tetuanui, Mike Delaveuve, Steve Baza |  | Điểm: Wallace 9 Chụp bóng bật bảng: Wallace 9 Hỗ trợ: three players 2 |

| 2 tháng 9 năm 2011 18:00 | Chi tiết |                                                                        | Salle Anewy, Nouméa Trọng tài: Mana Moana, Brian Pongatapu, Loatsis Seneres |  |                                                                      |
| 2 tháng 9 năm 2011 18:00 | Chi tiết | Điểm mỗi set: 14–11, 5–19, 4–18, 2–12                                  | Salle Anewy, Nouméa Trọng tài: Mana Moana, Brian Pongatapu, Loatsis Seneres |  |                                                                      |
| 2 tháng 9 năm 2011 18:00 | Chi tiết | Điểm: Magalei 6 Chụp bóng bật bảng: Tauai-Yandall 8 Hỗ trợ: Marshall 4 | Salle Anewy, Nouméa Trọng tài: Mana Moana, Brian Pongatapu, Loatsis Seneres |  | Điểm: Whippy 21 Chụp bóng bật bảng: Koyamainavure 8 Hỗ trợ: Whippy 7 |

| 2 tháng 9 năm 2011 19:00 | Chi tiết |                                                                         | Salle Anewy, Nouméa Trọng tài: Christophe Bonbon, Molagi Loi, Anna Kaue |  |                                                                              |
| 2 tháng 9 năm 2011 19:00 | Chi tiết | Điểm mỗi set: 14–11, 18–6, 18–14, 20–8                                  | Salle Anewy, Nouméa Trọng tài: Christophe Bonbon, Molagi Loi, Anna Kaue |  |                                                                              |
| 2 tháng 9 năm 2011 19:00 | Chi tiết | Điểm: Lefranc 18 Chụp bóng bật bảng: Potiron 9 Hỗ trợ: Etaeta, Laille 4 | Salle Anewy, Nouméa Trọng tài: Christophe Bonbon, Molagi Loi, Anna Kaue |  | Điểm: Izono, Willy 10 Chụp bóng bật bảng: Patterson 8 Hỗ trợ: four players 2 |

#### Bán kết 5-8
| 5 tháng 9 năm 2011 13:00 | Chi tiết |                                                              | Arène du Sud, Nouméa Trọng tài: Mana Moana, Molagi Loi, Lois Bigey |  |                                                                    |
| 5 tháng 9 năm 2011 13:00 | Chi tiết | Điểm mỗi set: 11–13, 21–15, 18–26, 17–20                     | Arène du Sud, Nouméa Trọng tài: Mana Moana, Molagi Loi, Lois Bigey |  |                                                                    |
| 5 tháng 9 năm 2011 13:00 | Chi tiết | Điểm: Willy 23 Chụp bóng bật bảng: Waroka 11 Hỗ trợ: Willy 5 | Arène du Sud, Nouméa Trọng tài: Mana Moana, Molagi Loi, Lois Bigey |  | Điểm: Waka 20 Chụp bóng bật bảng: Diro, Koivi 10 Hỗ trợ: Maroroa 4 |

| 5 tháng 9 năm 2011 17:00 | Chi tiết |                                                                           | Arène du Sud, Nouméa Trọng tài: Christophe Bonbon, Case Mamio, Anna Kave |  |                                                                                    |
| 5 tháng 9 năm 2011 17:00 | Chi tiết | Điểm mỗi set: 10–9, 17–12, 10–12, 13–4                                    | Arène du Sud, Nouméa Trọng tài: Christophe Bonbon, Case Mamio, Anna Kave |  |                                                                                    |
| 5 tháng 9 năm 2011 17:00 | Chi tiết | Điểm: Santos 14 Chụp bóng bật bảng: Santos, Pardilla 9 Hỗ trợ: Pardilla 4 | Arène du Sud, Nouméa Trọng tài: Christophe Bonbon, Case Mamio, Anna Kave |  | Điểm: Marshall 17 Chụp bóng bật bảng: Marshall 16 Hỗ trợ: Magalei, Tauai-Yandall 3 |

#### Bán kết
| 6 tháng 9 năm 2011 13:00 | Chi tiết |                                                                         | Arène du Sud, Nouméa Trọng tài: Noha Tetuanui, Christophe Bonbon, Sailass Kotton |  |                                                            |
| 6 tháng 9 năm 2011 13:00 | Chi tiết | Điểm mỗi set: 21–10, 17–11, 18–12, 13–12                                | Arène du Sud, Nouméa Trọng tài: Noha Tetuanui, Christophe Bonbon, Sailass Kotton |  |                                                            |
| 6 tháng 9 năm 2011 13:00 | Chi tiết | Điểm: Lefranc 14 Chụp bóng bật bảng: Lextreyt 7 Hỗ trợ: three players 3 | Arène du Sud, Nouméa Trọng tài: Noha Tetuanui, Christophe Bonbon, Sailass Kotton |  | Điểm: Lolesi 9 Chụp bóng bật bảng: Hicks 12 Hỗ trợ: Tuia 4 |

| 6 tháng 9 năm 2011 17:00 | Chi tiết |                                                                    | Arène du Sud, Nouméa Trọng tài: Steve Baza, Jacki Hunt-Frosgren, David Ah Koi |  |                                                                |
| 6 tháng 9 năm 2011 17:00 | Chi tiết | Điểm mỗi set: 17–17, 12–17, 11–7, 16–9                             | Arène du Sud, Nouméa Trọng tài: Steve Baza, Jacki Hunt-Frosgren, David Ah Koi |  |                                                                |
| 6 tháng 9 năm 2011 17:00 | Chi tiết | Điểm: Gies 14 Chụp bóng bật bảng: Gies 16 Hỗ trợ: Luepak, Armand 4 | Arène du Sud, Nouméa Trọng tài: Steve Baza, Jacki Hunt-Frosgren, David Ah Koi |  | Điểm: Whippy 17 Chụp bóng bật bảng: Whippy 12 Hỗ trợ: Whippy 6 |

#### Tranh hạng 7
| 7 tháng 9 năm 2011 09:00 | Chi tiết | OT | Salle omnisports Poindimié, Nouméa Trọng tài: Ronnie Mea, Brian Pongatapu, Junior Mahit |                                                              |  |                                                                      |
| 7 tháng 9 năm 2011 09:00 | Chi tiết | OT | Salle omnisports Poindimié, Nouméa Trọng tài: Ronnie Mea, Brian Pongatapu, Junior Mahit | Điểm mỗi set: 10–11, 11–14, 17–16, 21–18, OT: 11–8           |  |                                                                      |
| 7 tháng 9 năm 2011 09:00 | Chi tiết | OT | Salle omnisports Poindimié, Nouméa Trọng tài: Ronnie Mea, Brian Pongatapu, Junior Mahit | Điểm: Willy 29 Chụp bóng bật bảng: Daniel 12 Hỗ trợ: Willy 7 |  | Điểm: Telefoni 17 Chụp bóng bật bảng: Marshall 20 Hỗ trợ: Marshall 6 |

#### Tranh hạng 5
| 7 tháng 9 năm 2011 13:00 | Chi tiết |                                                             | Salle omnisports Poindimié, Nouméa Trọng tài: Junior Mahit, Brian Pongatapu, Molagi Loi |  |                                                                 |
| 7 tháng 9 năm 2011 13:00 | Chi tiết | Điểm mỗi set: 13–23, 21–12, 23–11, 14–10                    | Salle omnisports Poindimié, Nouméa Trọng tài: Junior Mahit, Brian Pongatapu, Molagi Loi |  |                                                                 |
| 7 tháng 9 năm 2011 13:00 | Chi tiết | Điểm: Wallace 24 Chụp bóng bật bảng: Waka 14 Hỗ trợ: Waka 6 | Salle omnisports Poindimié, Nouméa Trọng tài: Junior Mahit, Brian Pongatapu, Molagi Loi |  | Điểm: Benito 22 Chụp bóng bật bảng: Castro 9 Hỗ trợ: Pardilla 4 |

#### Tranh hạng 3
| 8 tháng 9 năm 2011 13:00 | Chi tiết |                                                             | Arène du Sud, Nouméa Trọng tài: Mana Moana, Jean-Claude Kilikili, Jacki Hunt-Frosgren |  |                                                                |
| 8 tháng 9 năm 2011 13:00 | Chi tiết | Điểm mỗi set: 15–22, 13–13, 11–15, 12–14                    | Arène du Sud, Nouméa Trọng tài: Mana Moana, Jean-Claude Kilikili, Jacki Hunt-Frosgren |  |                                                                |
| 8 tháng 9 năm 2011 13:00 | Chi tiết | Điểm: Silva 18 Chụp bóng bật bảng: Alesana 6 Hỗ trợ: Tuia 6 | Arène du Sud, Nouméa Trọng tài: Mana Moana, Jean-Claude Kilikili, Jacki Hunt-Frosgren |  | Điểm: Whippy 20 Chụp bóng bật bảng: Whippy 12 Hỗ trợ: Whippy 7 |

#### Chung kết
| 8 tháng 9 năm 2011 17:00 | Chi tiết |                                                                | Arène du Sud, Nouméa Trọng tài: Gabrielle White, Steve Baza, David Ah Koi |  |                                                                     |
| 8 tháng 9 năm 2011 17:00 | Chi tiết | Điểm mỗi set: 18–13, 5–15, 15–12, 21–7                         | Arène du Sud, Nouméa Trọng tài: Gabrielle White, Steve Baza, David Ah Koi |  |                                                                     |
| 8 tháng 9 năm 2011 17:00 | Chi tiết | Điểm: Lefranc 20 Chụp bóng bật bảng: Laille 6 Hỗ trợ: Laille 7 | Arène du Sud, Nouméa Trọng tài: Gabrielle White, Steve Baza, David Ah Koi |  | Điểm: Fenuafanote 12 Chụp bóng bật bảng: Armand 10 Hỗ trợ: Luepak 3 |